# Mordellistena kotenkoi
Mordellistena kotenkoi là một loài bọ cánh cứng trong họ Mordellidae. Loài này được Odnosum miêu tả khoa học năm 1990.